# Bistum Clamecy

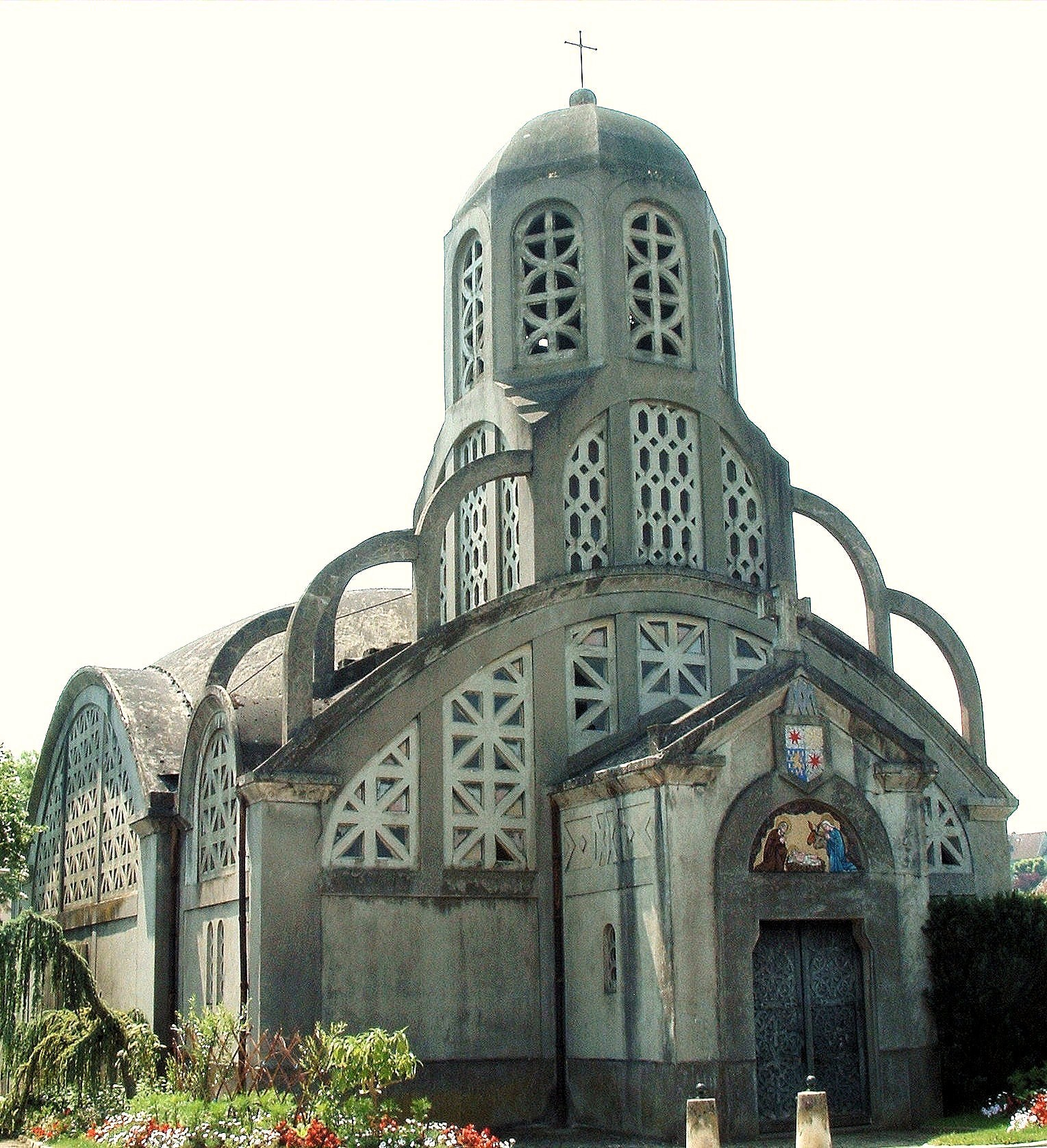
Die heutige Pfarrkirche Unsere Liebe Frau von Bethlehem in Clamecy

Das Bistum Clamecy (lat.: Dioecesis Clameciensis) war eine in Frankreich gelegene römisch-katholische Diözese mit Sitz in Clamecy. 

## Geschichte
Das Bistum Clamecy wurde im Jahre 1223 errichtet. Das Bistum Clamecy war dem Erzbistum Sens als Suffraganbistum unterstellt. Die Kathedrale Notre-Dame-de-Bethléem befand sich in Clamecy.
Am 29. November 1801 wurde das Bistum Clamecy infolge des Konkordates von 1801 durch Papst Pius VII. mit der Päpstlichen Bulle Qui Christi Domini aufgelöst und das Territorium wurde dem Bistum Autun angegliedert.